# NGC 732
NGC 732 je galaksija u zviježđu Andromeda.

## Vanjske poveznice
- SEDS: NGC 732